# 新井寺
新井寺（しんせいじ）は、千葉県市川市にある曹洞宗の寺院。

## 歴史
1616年（元和2年）、能山鷹藝によって開山された。能山鷹藝は、ここで真水の井戸を掘り当てたことから、この地は「新井村」と呼ばれるようになり、寺も「新井寺」と名付けられた。
第4世住職慈潭珠悦は、遠江国（現・静岡県）の秋葉総本殿可睡斎から秋葉三尺坊大権現の分霊を勧請し「御眞殿」に祀った。また慈潭珠悦は衆生を救うべく、海岸にあった貝殻に般若心経や法華経を書写し、それらを埋めて塚を作り、その上で坐禅を組み、生きながら火定（入定）した。その塚は「御経塚」と呼ばれ現存している（市川市新井3-16-1）。
なお、1917年（大正6年）の高潮で、建物ごと流出したため、古文書とか伝来の寺宝などは残っていない。

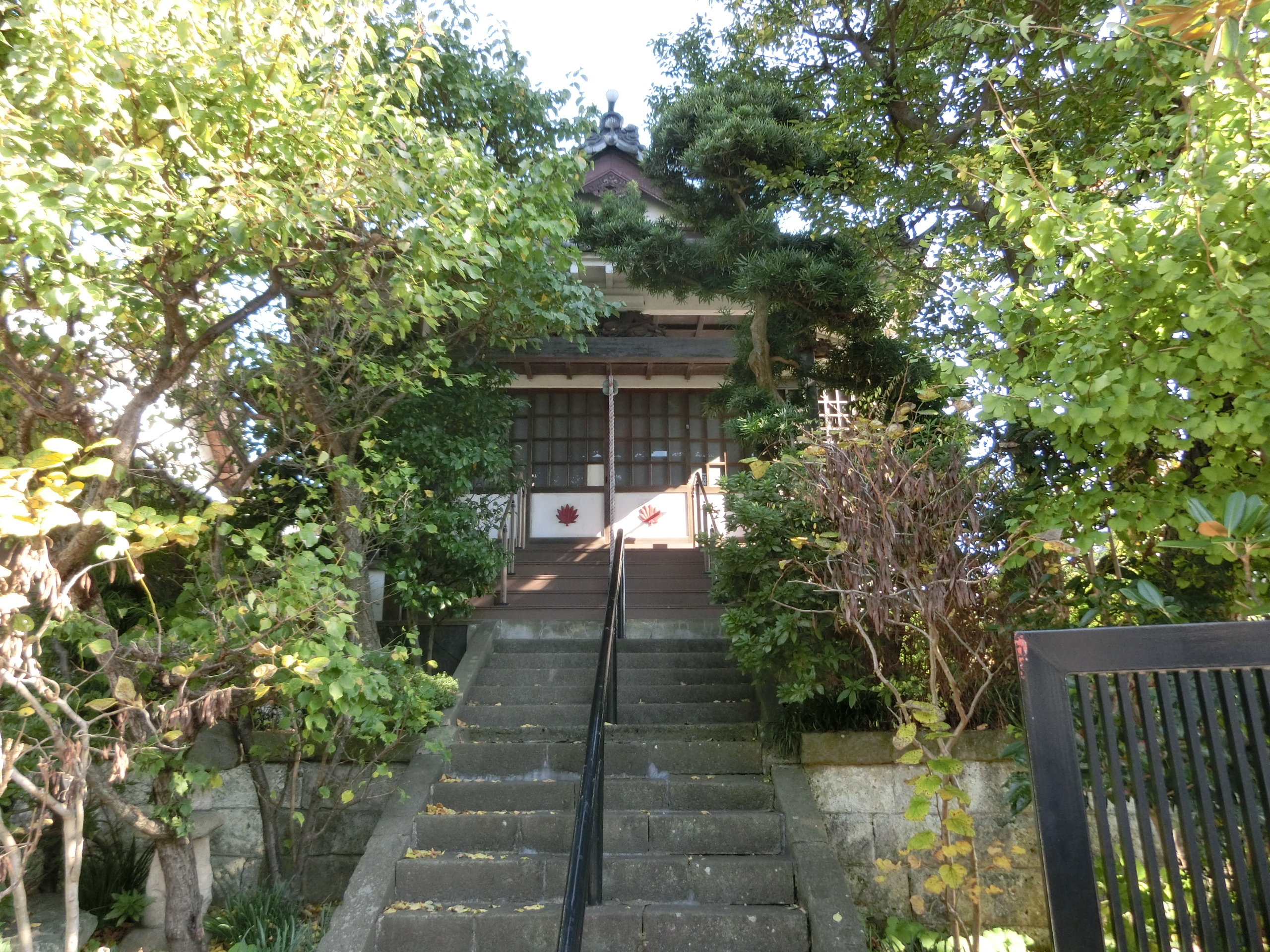
御眞殿
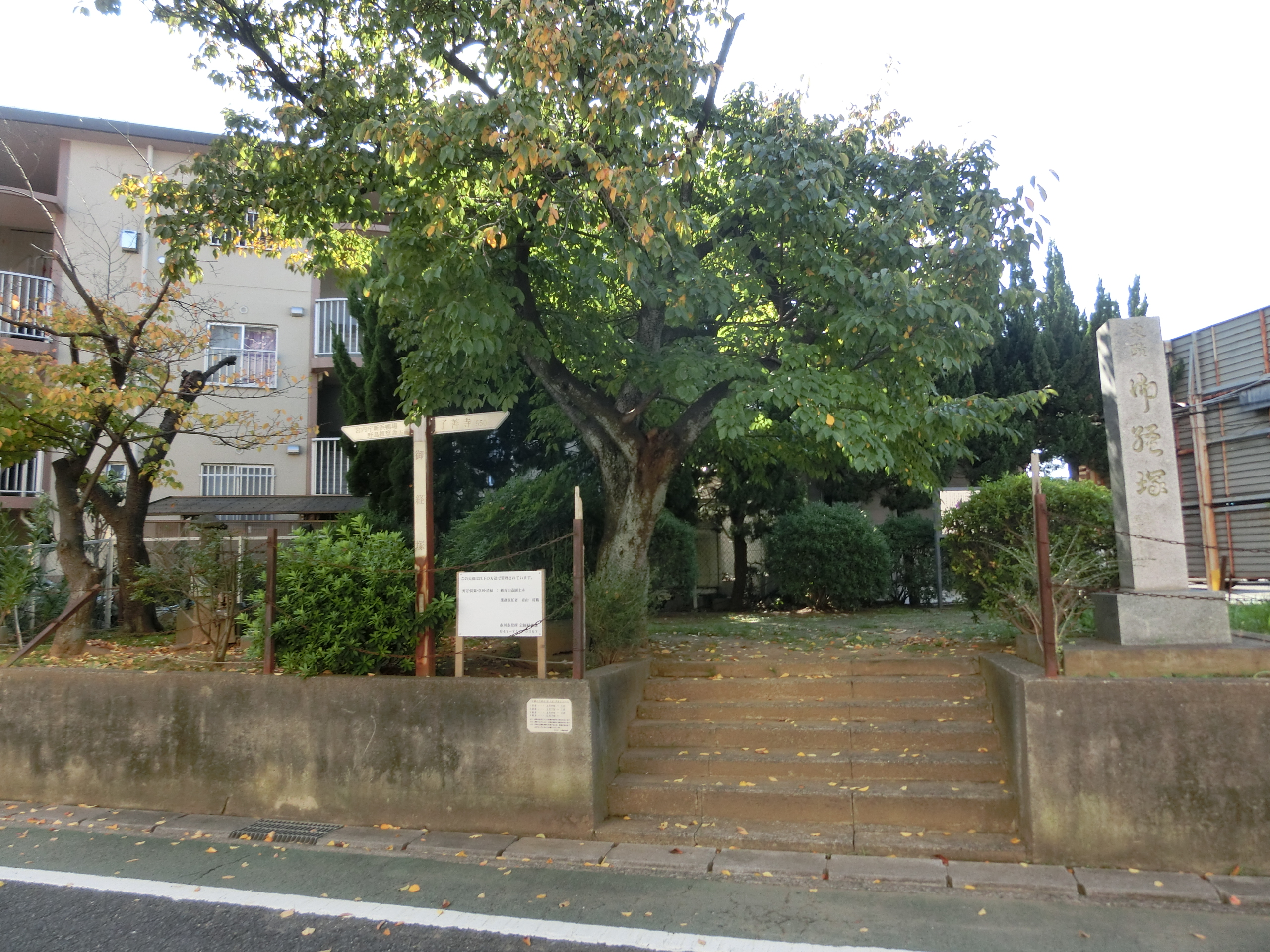
御経塚

## 交通アクセス
- 浦安駅より徒歩20分。